# Joe Medlin
Joseph Samuel "Joe" Medlin (Norfolk (Virginia), 1 april 1919 – Teaneck (New Jersey), 11 december 1995) was een Amerikaanse jazz- en rhythm & blues-zanger en muziekmanager.

## Biografie
Medlin begon op zijn zestiende als zanger op te treden. Van 1944 tot 1947 was hij zanger bij Buddy Johnson. In 1948 nam hij op met het orkest van Tab Smith. Hij was dat jaar ook kort lid van de zanggroep The Ravens. Vanaf de vroege jaren 50 nam hij onder eigen naam een reeks singles op, zoals "Afternoon of a Dream“ (met Freddie Washington), "Here In This Magic Moment“, "Suffering with the Blues“, "No One But You“ en "Who Am I?“, de platen verschenen op ASA, Decca, Roost Records, King en Mercury Records. In 1959 had hij een nationale hit met "I Kneel at Your Throne“, de plaat kwam in maart op plaats 85 van de Billboard Hot 100. Volgens jazz-discograaf Tom Lord deed Medlin tussen 1945 en 1959 mee aan 17 opnamesessies.
In de jaren erna werkte Medlin als producent, A&R-man en promoter in de muziekindustrie, o.a. voor United Artists, Atlantic Records en, vanaf 1963, Roulette Records. In 1962, in zijn tijd bij United Artists, was hij de eerste Afro-Amerikaanse vice-president van een groot platenlabel. Hij produceerde o.m. voor Debbie Taylor. Jimmy Scott noemde Medlin als een invloedsbron.